# Johow-Gelände w Poznaniu

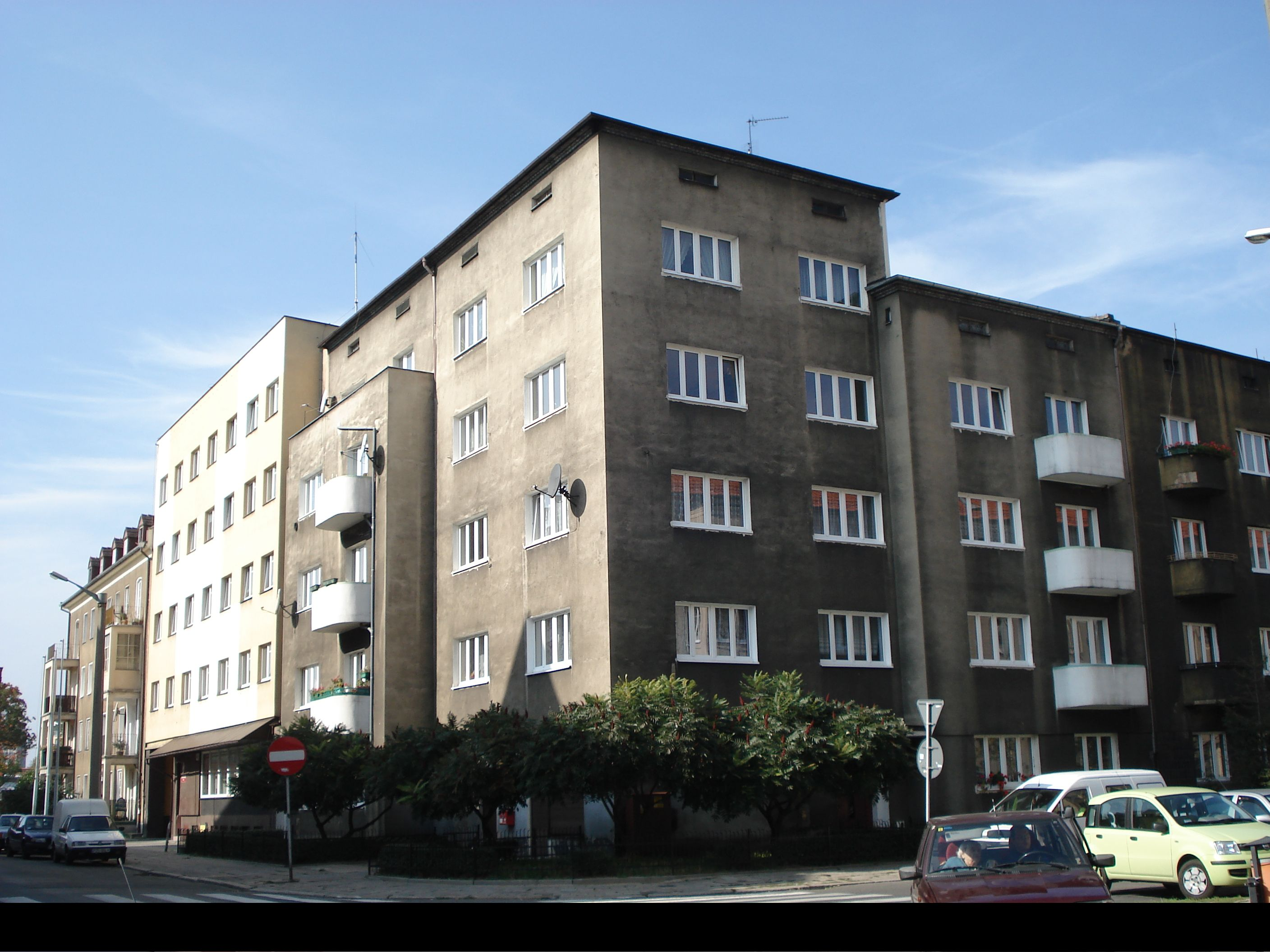
Johow-Gelände (narożnik ulic Kossaka i Siemiradzkiego) – zabudowa modernistyczna

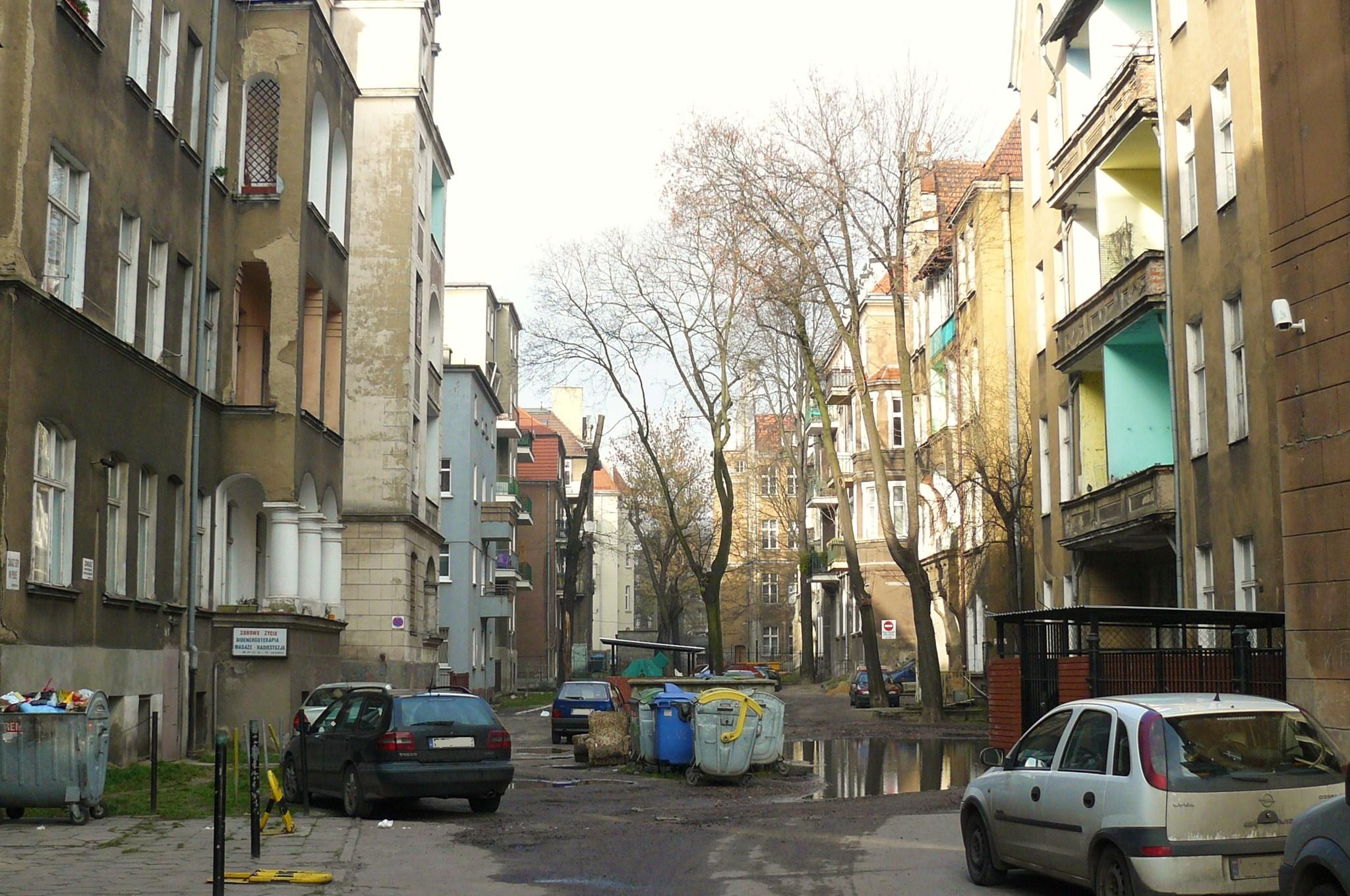
Niektóre wewnętrzne tereny zielone zamieniono po wojnie w śmietniska i parkingi

Johow-Gelände w Poznaniu – zespół mieszkaniowy, którego budowa rozpoczęła się na początku XX wieku, zlokalizowany w Poznaniu na terenie Łazarza na obszarze jednostki pomocniczej Osiedle Św. Łazarz. Stanowi akademicki przekrój przez style architektoniczne XX wieku. Założenie urbanistyczne zespołu od 29 listopada 1991 roku figuruje w rejestrze zabytków pod numerem 368.

## Lokalizacja
Zespół znajduje się między ulicami: Jana Matejki, Stanisława Wyspiańskiego (także przy Skwerze Marszałka Ferdynanda Focha), Ułańską i Artura Grottgera w Poznaniu. Dojazd autobusem Miejskiego Przedsiębiorstwa Komunikacyjnego w Poznaniu linii 164 (przystanki Palmiarnia lub Wyspiańskiego) oraz tramwajami z dworca głównego w kierunku pętli Górczyn – do przystanku Park Wilsona.

## Historia do 1918
Współwłaścicielami tego terenu w 1902 byli Max Johow i architekt Emil Asmus (teren nabył początkowo sam Johow po 1900 od Heliodora Święcickiego). Całość podzielono, według koncepcji pierwszego z nich, prostokątną siatką, zaznaczając zarysy poszczególnych parceli, których zabudowa była dziełem różnych architektów, aczkolwiek Johow tworzył spółkę projektancką z Albertem Schmidtem. Całość zabudowano dużymi, reprezentacyjnymi cztero-, pięciokondygnacyjnymi kamienicami bez oficyn, z podwórzami stanowiącymi wspólne tereny zielone. Budynki zawierały luksusowe apartamenty (4-, 5-pokojowe), z mieszkaniami dla służby na poddaszach i w suterenach. Koncepcja przypomina znacząco zaprojektowane kilka lat później założenie w Berlinie – Willmersdorf.
Najwcześniejsze obiekty kompleksu to: domy przy ul. Matejki 51, 59, 60, 61 (proj. Emil Asmus), Matejki 56 (proj. Max Biele) z 1904, ul. Chełmońskiego 22 (proj. Karl Roskam) z 1906. Domy przy ul. Siemiradzkiego 5 oraz Chełmońskiego 8 i 9 są prawdopodobnie autorstwa Franciszka Rotnickiego. Ten okres zabudowy Johow-Gelände reprezentuje przede wszystkim architektura secesyjna i style historyzujące (eklektyzm). Osiedle miało charakter elitarny, a adresatami lokali byli głównie urzędnicy, wyżsi rangą wojskowi, nauczyciele, kupcy i architekci.

## Historia po 1918
Zabudowę kompleksu kontynuowano w dwudziestoleciu międzywojennym, jednak w okrojonym zakresie (m.in. zrezygnowano z bocznych skrzydeł i koncepcji wspólnych ogrodów). Początkowo były to budynki o formach neoklasycznych, a później (lata 30. XX wieku) również modernistycznych. W tym czasie prace koncentrowały się głównie w rejonie ulic: Kossaka, Chełmońskiego i Ułańskiej. Warto wymienić z tego okresu:
- dom przy ul. Chełmońskiego 5 z arkadową klatką schodową biegnącą przez całą elewację,
- dom przy ul. Siemiradzkiego 3 z 1936 o stylistyce modernistycznej.

W czasie II wojny zabudowa była kontynuowana – powstawały wówczas spore założenia przy ulicach Ułańskiej i Kossaka. Domy z tego okresu posiadały duże wewnętrzne podwórza tudzież wysunięte przed lico piony balkonowe i paradoksalnie nawiązywały do znienawidzonej w III Rzeszy stylistyki modernizmu. Zachowały się płaskorzeźby z tego okresu w nadświetlach drzwi wejściowych – nawiązujące do germańskiej symboliki i sławiące związek człowieka z ziemią.

## Czasy współczesne
Ostatni etap zabudowy Johow-Gelände miał miejsce w latach 60. XX wieku, kiedy powstały nieliczne budynki plombowe. Obecnie pewna część kamienic na tym terenie zatraciła cechy stylowe po licznych, nieodpowiednich przebudowach. Jednak całość kompleksu nadal jest interesującym przykładem przeglądowym na architekturę XX wieku, reprezentującą wysoki poziom artystyczny.

## Tablica
Dom na narożniku ulic Matejki i Wyspiańskiego posiada na elewacji tablicę pamiątkową następującej treści: Dom ten był w latach 1945–1948 siedzibą Komitetu Wojewódzkiego Polskiej Partii Robotniczej w Poznaniu / Poznań, luty 1967 r.

## Galeria zdjęć

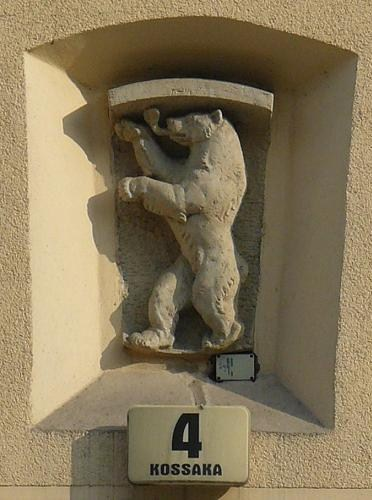
Johow-Gelände (ul. Kossaka) – detal zabudowy z czasów II wojny światowej (por. herb Berlina)
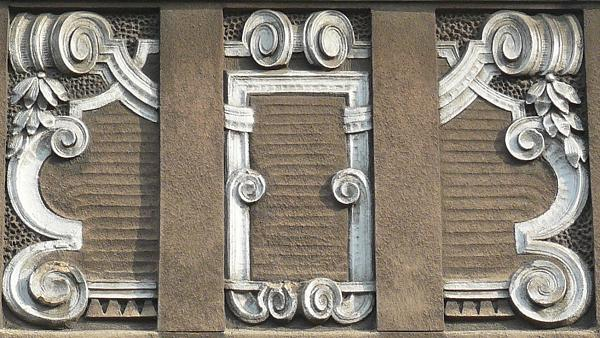
Detal z ul. Kossaka